# Benthofascis
Benthofascis é um gênero de gastrópodes pertencente a família Conorbidae.

## Espécies
- Benthofascis angularis Tucker, Tenorio & Stahlschmidt, 2011
- †Benthofascis atractoides (Tate, 1890)
- Benthofascis biconica (Hedley, 1903)
- Benthofascis conorbioides Tucker, Tenorio & Stahlschmidt, 2011
- Benthofascis lozoueti Sysoev & Bouchet, 2001
- †Benthofascis otwayensis Long, 1981
- Benthofascis pseudobiconica Tucker, Tenorio & Stahlschmidt, 2011
- Benthofascis sarcinula (Hedley, 1905)